# Cycle fenian
 (juillet 2008).
Si vous disposez d'ouvrages ou d'articles de référence ou si vous connaissez des sites web de qualité traitant du thème abordé ici, merci de compléter l'article en donnant les références utiles à sa vérifiabilité et en les liant à la section « Notes et références ».
Le Cycle Fenian (en irlandais : an Fiannaíocht) également connu sous le nom de cycle ossianique du nom de son narrateur Oisín est l’un des quatre principaux cycles de la mythologie celtique irlandaise aux côtés du cycle mythologique, du cycle historique et du cycle d’Ulster.
Chronologiquement, il s’agit du troisième de ces cycles, placé entre le cycle historique et celui d’Ulster.
Le cycle Fenian est centré sur les histoires de Finn Mac Cumaill et sa troupe de guerriers, les Fianna. Il contient des histoires sur des membres célèbres des Fianna comme Diarmuid, Caílte, Osgar ou encore Goll, l’ennemi de Finn.
Au moment du cycle, les Fianna sont au service de l’Ard ri Érenn Cormac Mac Airt et sont divisés en deux clans, le clan Bascna mené par Finn et le clan Morna avec Goll à sa tête.

## Intrigue

### L’ascension de Finn
Alors qu’il était encore enfant Finn fut confié au sage et poète Finnegas afin de profiter de ses vastes connaissances, en échange de quoi il devait l’assister dans ses divers travaux. Finnegas avait pendant sept ans tenté de pêcher le saumon de la sagesse. Celui qui mangerait en premier la chair de ce poisson entrerait en possession de toutes les connaissances du monde. Il finit par l'attraper, mais ce fut Finn qui avala en premier un morceau de chair par accident, en suçant son pouce brulé par l'eau de cuisson.
Ces connaissances et cette sagesse exceptionnelles ont permis à Finn de devenir le chef des Fianna. Finn pouvait en effet accéder au savoir du saumon en suçant son pouce.

### Fionn et Aillén
Chaque année depuis près d'un quart de siècle à Samain, la fée Aillen se jouait des hommes de Tara en les endormant en jouant de la musique avant de réduire le palais en cendres. Les Fianna, dirigés alors par Goll mac Morna, étaient systématiquement incapables de l'empêcher d'agir. Finn arriva à Tara, armé du sac en peau de grue contenant les armes magiques de son père, Il se maintint éveillé en se piquant avec la pointe de sa propre lance, et tua ensuite Aillen avec. Après cela, son héritage fut reconnu et il prit la tête des Fianna, après que Goll se fut retiré de lui-même et eut choisi de suivre loyalement Finn, même si dans de nombreuses histoires leur alliance instable est marquée par les querelles.

### Fionn et Diarmuid
Diarmuid est séduit par Grainne, la promise de Finn lors du mariage de celle-ci. Il accepte de s'enfuir avec elle lorsqu'elle met en cause sa virilité, mais sont bientôt poursuivis par les Fianna. Pourchassés sans répit, ils sont finalement aidés par le Dieu Oengus qui leur prête son manteau d'invisibilité. Au bout de seize ans, Oengus et Cormac Mac Airt le père de la jeune fille, s'unissent pour demander le pardon de Finn qui accepte leur mariage et pardonne à Diarmuid. Cependant, invité par Finn à une partie de chasse, Diarmuid est mortellement blessé par un sanglier ensorcelé dans la lande de Benn Bulbain. Possédant le pouvoir de guérir celui qui boit l'eau de ses mains, Finn prend de l'eau, mais par deux fois la laisse délibérément couler avant d'atteindre la bouche de son rival. Quand elle atteint enfin la bouche de Diarmuid la troisième fois, il est trop tard : celui-ci est déjà mort.